# يو إف سي 105
يو إف سي 105: كوتور ضد فيرا (بالإنجليزية: UFC 105: Couture vs. Vera)‏ هو حدث لفنون القتال المختلطة نظمته يو إف سي، أُقيم في 14 نوفمبر 2009، على مانشستر أرينا في مانشستر، المملكة المتحدة.